# Igo Sym
Karol Juliusz „Igo” Sym (n. 3 iulie 1896, Innsbruck, Austria – d. 7 martie 1941, Varșovia, Guvernământul General) a fost un actor polonezo-austriac și colaborator cu Germania Nazistă. A fost ucis la Varșovia de membrii mișcării de rezistență poloneză (Kedyw).

## Carieră timpurie
Sym s-a născut la Innsbruck, ca fiul lui Anton Sym, un polonez din Niepołomice, Galiția, și al soției sale austriece, Julia (născută Sepp). În timpul Primului Război Mondial, a servit în armata austro-ungară, devenind locotenent. După război, a slujit în infanteria forțelor armate poloneze cu gradul de prim-locotenent, iar din 1921 a preluat postul de avocat pentru litigii bancare.
Sym a fost absolvent al Institutului de Film, o școală privată de actorie în film condusă de Wiktor Biegański⁠(d).
Debutul cinematografic al lui Sym ca actor a avut loc în 1925, într-un film numit Vampirii din Varșovia (Wampiry Warszawy; despre care nu se știe dacă mai există vreo copie).
Frumos și atletic, a jucat adesea roluri de bărbați eleganți, aristocrați și ofițeri de armată. În 1927 a plecat la Viena, unde a semnat un contract cu compania de producție Sascha-Film. La sfârșitul anilor 1920, Sym a lucrat în principal în Austria și Germania, apărând alături de actrițe precum Marlene Dietrich, Anny Ondra și Lilian Harvey⁠(d) în filme mute precum Die Pratermizzi (1926) și Café Elektric (1927), ambele regizate de Gustav Ucicky.
La începutul anilor 1930, Sym s-a întors în Polonia și s-a stabilit la Varșovia. El a încetat în mare măsură să mai lucreze în cinematografie, în schimb a apărut pe scena teatrului din Varșovia. A apărut mai des în roluri secundare în cinematografie, probabil din cauza unor probleme cu stăpânirea perfectă a limbii poloneze, care în epoca cinematografiei sonore a devenit o cerință obligatorie pentru actori. S-a distrat cântând, dansând și interpretând la ferăstrăul muzical; a învățat-o mai ales pe Dietrich să cânte la acest instrument.

## Colaborare
După invazia Poloniei la 1 septembrie 1939, Sym a rămas în Varșovia ocupată de germani.  În timpul apărării orașului, a lucrat în Garda Civilă: a săpat tranșee antiaeriene, a scos răniții de sub dărâmături. După capitularea capitalei și începerea activității autorităților de ocupație, a lucrat mai întâi în magistratură ca traducător și în sediul militar de înmatriculare a vehiculelor.
Cunoscut înainte de război pentru atitudinea sa pro-germană, actorul a semnat Deutsche Volksliste⁠(d), devenind astfel un Volksdeutscher (persoană de etnie germană). Datorită faimei sale, germanii îl considerau un atu în legitimarea autorității lor. Prin urmare, departamentul de propagandă al Guvernământului General l-a numit director al Teatrului der Stadt Warschau din Varșovia, fost Teatr Polski (Teatrul Polonez). Sym a fost, de asemenea, director al cinematografului Nur für Deutsche⁠(d) (doar pentru germani) Helgoland (fostul Palladium). De asemenea, a primit o concesiune pentru a conduce Teatr Komedia.
La sfârșitul anului 1939, Sym a devenit agent Gestapo. Conform documentelor care s-au păstrat, el a colaborat cu Berlinul înainte de 1 septembrie 1939. La începutul războiului, el a ajutat la întinderea unei capcane prin care a fost prinsă actrița Hanka Ordonówna⁠(d) (care a fost partenera lui Sym pe marele ecran înainte de război și o prietenă a sa din teatrele din Varșovia).  Rezistența poloneză a aflat rapid despre acest lucru, iar un grup de agenți conduși de actorul de la Teatr Komedia Roman Niewiarowicz a început să urmărească activitățile lui Sym.

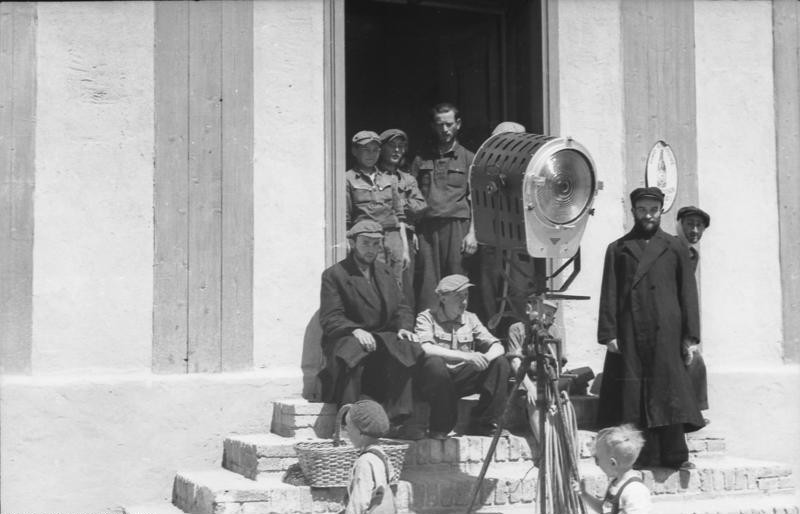
Pe platoul de filmare al peliculei Heimkehr, 1941

La 10 octombrie 1941, filmul Heimkehr⁠(d) a avut premiera în cinematograful Ufa-Palast am Zoo⁠(d) din Berlin. Filmul de propagandă nazistă regizat de Gustav Ucicky spunea o poveste despre minoritatea germană de dinainte de 1939 din Volinia poloneză, reinstalată în timpul transferurilor de populație dintre Germania Nazistă și Uniunea Sovietică.
Germanii, prezentați ca oameni nobili, iubitor de pace, ar fi fost persecutați cu brutalitate de polonezii vicioși. În scena finală, soldații polonezi conduc germanii arestați la execuție; cu toate acestea, apar avioane și tancuri ale Wehrmacht, salvând comunitatea. Sym nu a jucat în film, dar a colaborat activ la producția acestuia, distribuind actori polonezi care erau mai mult sau mai puțin dispuși să ia parte la filmări. Mai mulți actori au refuzat, inclusiv Kazimierz Junosza-Stępowski⁠(d). Sym a găsit în sfârșit câțiva actori care au fost acceptați de regizorul Ucicky. După război, acești actori au fost pedepsiți pentru colaborarea cu germanii.

### Familie

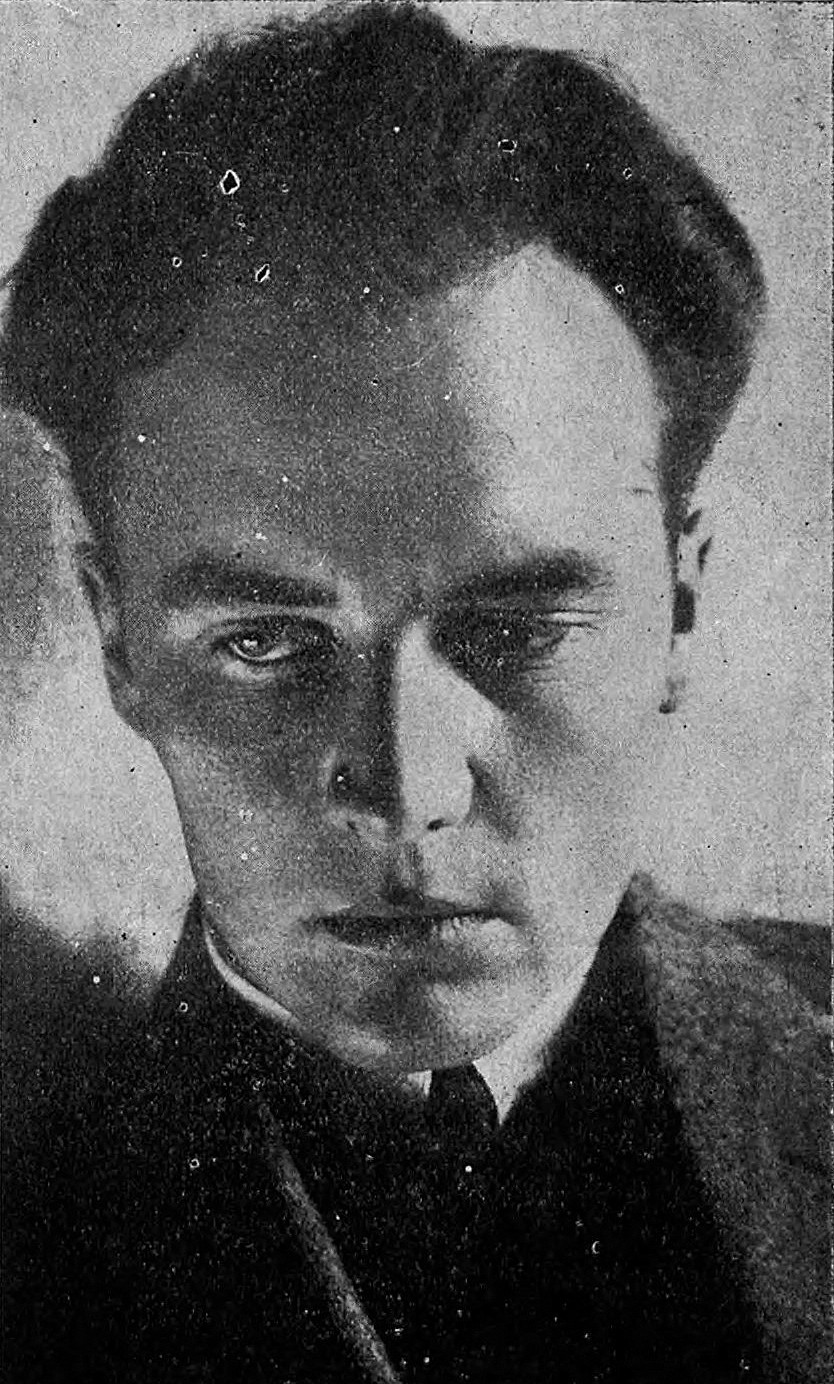
Juliusz Sym în 1925

Colaborarea lui Sym cu germanii contrastează cu comportamentul fratelui său mai mic, Ernest, care, în timpul activităților sale oficiale de chimist, producea în mod clandestin explozibili pentru armata poloneză. Pe baza teoriei lui Broenstedt, Ernest a prezentat o ipoteză originală a mecanismului catalizei esterazelor, care implică activarea alcoolului și esterului prin combinarea lor cu un proton.

## Asasinare
La începutul anului 1941, sediul grupului de rezistență polonez subteran Związek Walki Zbrojnej (ZWZ, Uniunea Luptei Armate) a decis lichidarea colaboratorului. Comportamentul lui Sym a fost trâmbițat puternic de naziști, iar asasinarea lui ar fi arătat polonezilor că mișcarea subterană era activă, mereu gata să pedepsească toți trădătorii. La început, ZWZ a plănuit să-l otrăvească pe actor, dar mai târziu a decis să-l împuște.
În timp ce pregătea executarea pedepsei, Roman Niewiarowicz a propus să-l otrăvească pe Igo Sym, de teama represaliile germane. Cartierul General al ZWZ a repetat ordinul de a trage, menționând că în acest caz este vorba despre un șoc puternic pentru societate și de a dovedi că autoritățile subterane poloneze acționează.
Când Roman Niewiarowicz a informat ZWZ că Sym va pleca la Viena la 8 martie 1941, rezistența a decis să-l omoare pe colaborator înainte de această dată. Pentru a realiza asasinarea, ZWZ a selectat grupul de comando „ZOM” al Departamentului de Informații al Districtului Orașului Varșovia, condus de Bohdan „Szary” Rogoliński.
La ora 7:10 AM la 7 martie 1941, doi agenți polonezi au bătut la ușa apartamentului lui Sym de la etajul 4, pe strada Mazowiecka nr. 10 din Varșovia. Agenții – Rogoliński și Roman „Srebrny” Rozmiłowski – i-au spus lui Sym că erau poștași care au adus o depeșă. Ambii au fost acoperiți de Wiktor „Mały” Klimaszewski. La deschiderea ușii, Sym a fost rugat să-și confirme numele, ceea ce a făcut. Unul dintre agenți l-a împușcat apoi pe Sym cu un pistol polonez FB Vis.

## Urmări

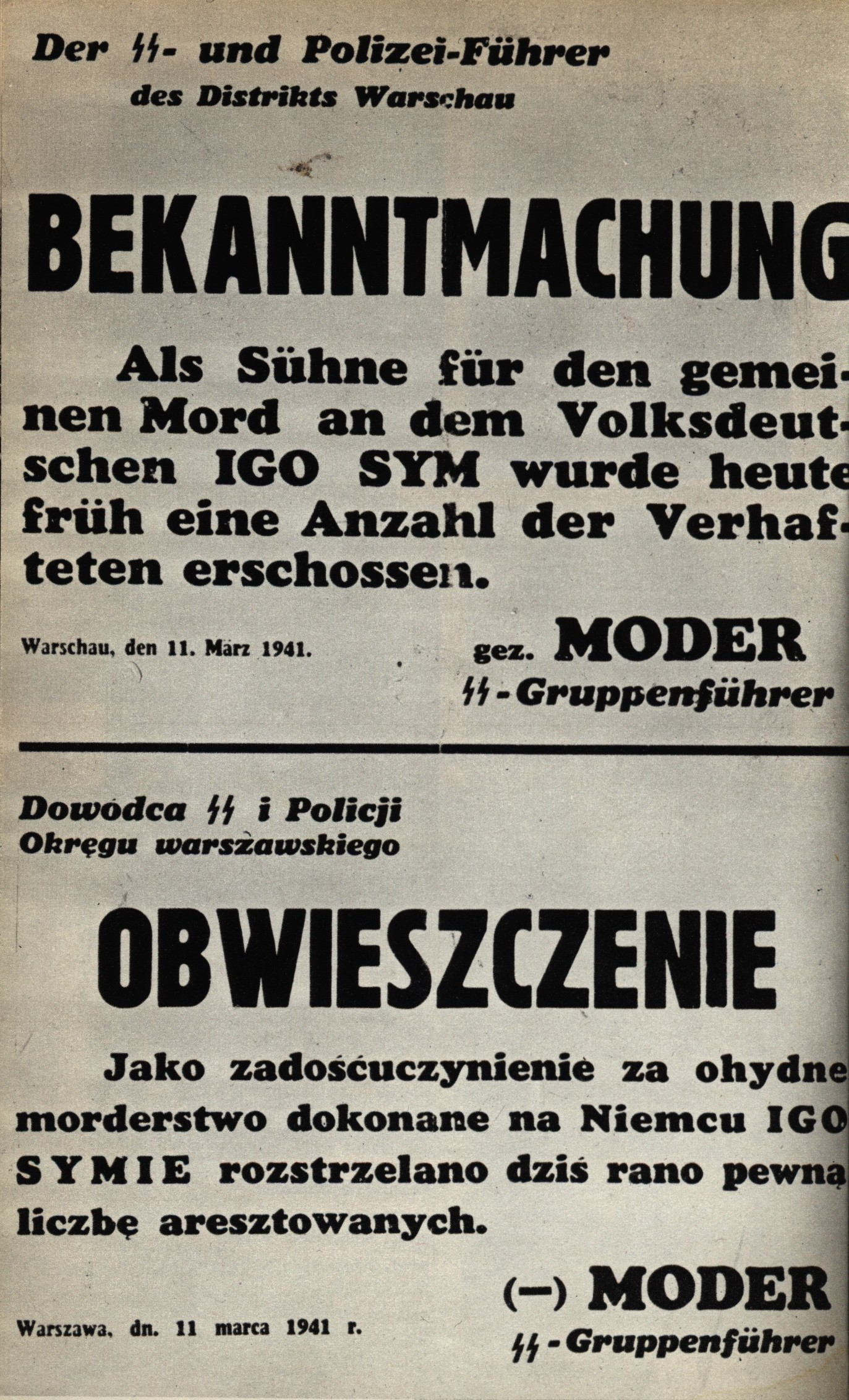
SS- a anunțat execuția „unui număr de deținuți” ca răzbunare a morții lui Igo Sym.

În aceeași zi, difuzoarele germane de pe străzi au anunțat că au fost luați mai mulți ostatici ca răzbunare pentru moartea lui Sym. Apoi, pe pereți au fost lipite afișe semnate de dr. Ludwig Fischer⁠(d) prin care s-a informat populația că vor fi luați mai mulți ostatici și că vor fi impuse interdicții de la 20:00 la 5:00.
Fischer a amenințat că va împușca toți ostaticii dacă nu vor fi găsiți responsabilii asasinatului. Toate teatrele au fost închise și aproximativ 120 de persoane au fost arestate, inclusiv profesori, medici, avocați și actori. Populația din Varșovia a avut un termen de trei zile pentru a-i găsi pe ucigașii lui Sym. 
Deoarece nu a fost găsit nimeni, la 11 martie, în satul Palmiry, 21 de ostatici au fost executați, lângă pădurea Kampinos. Mai mulți actori au fost de asemenea arestați și trimiși la Auschwitz, printre care personalități notabile ca regizorii Stefan Jaracz și Leon Schiller.
Imediat după atac, au fost postate mandate de arestare pentru actorii bănuiți că au participat la acțiune - cuplul căsătorit Irena Górska⁠(d) și Dobiesław Damięcki, deoarece cineva a raportat grupului special de anchetă „Mordkommision Igo Sym” că Damięcki în baroul actorilor din subsolul Teatrului Polonez a spus într-un mod dur ce părere au polonezii despre Igo Sym. Pe baza acestei informații, Gestapo-ul i-a legat de tentativa de asasinat și cuplul de actori a trebuit să se ascundă în satul Podszkodzie până la sfârșitul războiului.

## Filmografie
- Vampires of Warsaw⁠(d) (1925)
- The Unthinkable⁠(d) (1926)
- Die Pratermizzi⁠(d) (1926)
- Café Elektric⁠(d) (1927)
- Tingel-Tangel⁠(d) (1927)

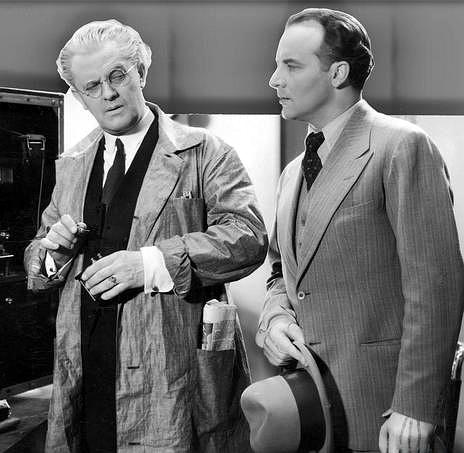
Jerzy Leszczyński și Igo Sym în Szpieg w masce (1933)

- Die Beichte des Feldkuraten (1927)
- Dive⁠(d) (1928)
- Kaiserjäger (1928)
- Die Frau von gestern und morgen⁠(d) (1928)
- Spitzenhöschen und Schusterpech (1928)
- Love in May⁠(d) (1928)
- Rich, Young and Beautiful⁠(d) (1928)
- Modellhaus Crevette (1928)
- Der Dieb im Schlafcoupée (1929)
- Adieu Mascotte⁠(d) (1929)
- The Woman of Yesterday and Tomorrow⁠(d) (1928)
- Once You Give Away Your Heart⁠(d) (1929)
- Die Dame auf der Banknote (1929)
- What Price Love?⁠(d) (1929)
- The Model from Montparnasse⁠(d) (1929)
- Archduke John⁠(d) (1929)
- The Mistress and her Servant⁠(d) (1929)
- My Sister and I⁠(d) (1929)
- Das Erlebnis einer Nacht (1930)
- Stud. chem. Helene Willfüer (1930)
- Gigolo (1930)
- The Right to Love⁠(d) (1930)
- Only on the Rhine⁠(d) (1930)
- Vienna, City of Song⁠(d) (1930)
- Das Wolgamädchen (1930)
- The Old Song⁠(d) (1930)
- Moritz Makes his Fortune⁠(d) (1931)
- Kasernenzauber (1931)
- Ich heirate meinen Mann (1931)
- The Song of the Nations⁠(d) (1931)
- Pałac na kółkach (1932)
- An Auto and No Money⁠(d) (1932)
- Spy (1933)
- Przebudzenie (1934)
- Milosc maturzystki (1935)
- A Diplomatic Wife⁠(d) (1937)
- Serenade⁠(d) (1937)
- Złota Maska⁠(d) (1939)
- Żona i nie żona (1939)